# Edmundo Eluchans Urenda
Carlos Edmundo Eluchans Urenda (Valparaíso, 21 de enero de 1950) es un abogado y político chileno, miembro de la Unión Demócrata Independiente (UDI). Se desempeñó como diputado de la República por los distrito n° 15 de la Región de Valparaíso (2006-2010) y luego por el distrito n° 14 de la misma región (2010-2014). Durante su segundo periodo ejerció la presidencia de la Cámara de Diputados entre abril de 2013 y marzo de 2014.

## Biografía

### Familia y estudios
Nació el 21 de enero de 1950, en Valparaíso, hijo de Florencia Urenda Zegers y Edmundo Eluchans Malherbe, quien fuera diputado por la Sexta Agrupación Departamental Valparaíso y Quillota (periodos 1957- 1961 y 1961-1965). Es sobrino de Beltrán Urenda Zegers, senador en representación de la Región de Valparaíso Costa 6.ª Circunscripción Senatorial (periodos 1990-1994 y 1994-2002). También es tío del político Juan Carlos Jobet, quien fuera ministro de Estado durante los gobiernos del presidente Sebastián Piñera.
Realizó sus estudios primarios y secundarios en el Colegio de los Sagrados Corazones de Santiago (conocido como Padres Franceses). Posteriormente, ingresó a estudiar derecho en la Pontificia Universidad Católica (PUC), recibiendo el título de abogado el 22 de enero de 1973. En la universidad obtuvo los premios académicos «Monseñor Carlos Casanueva» y «Luis Gutiérrez Alliende».

### Vida laboral
En el ámbito laboral, ha ejercido como profesor de derecho comercial de la Universidad Finis Terrae (UFT) y es socio pasivo del estudio jurídico Edmundo Eluchans y Cía. Asimismo, entre 1992 y 1998, fungió como vicepresidente del Colegio de Abogados de Chile; y como director de la Revista del Abogado. Fue también presidente de la «Fundación Renzo Pecchenino» (LUKAS)

### Matrimonio e hijos
Está casado con María Eliana Aninat, con quien es padre de cinco hijos, Edmundo, Pablo, Catalina, Martín y Fernanda.

## Carrera política

### Inicios
Durante su paso por la universidad fue militante del Partido Nacional (PN).[cita requerida] Tras el retorno a la democracia es miembro del partido Unión Demócrata Independiente (UDI) y desde 1990, integra la Comisión Política de la colectividad. En la presidencia de Pablo Longueira (1998-2004), asumió como vicepresidente de la directiva nacional de la UDI durante cuatro años.

### Diputado por el distrito n° 15 (2006-2010)
En las elecciones parlamentarias de 2005, fue electo diputado por el distrito n.º 15 de la región de Valparaíso (correspondiente a las comunas de Algarrobo, Cartagena, Casablanca, El Quisco, San Antonio y Santo Domingo), por el periodo legislativo 2006-2010. Durante su gestión, integró las comisiones permanentes de Economía; y Constitución, Legislación y Justicia. Así como también, las comisiones especiales sobre Intervención Electoral; de Libertad de Expresión y Medios de Comunicación; y de Estudio del Régimen Político Chileno. De igual manera, fue miembro de los grupos Interparlamentarios chileno-argentino; chileno-peruano y chileno-boliviano.

### Diputado por el distrito n° 14 (2010-2014)
En las elecciones parlamentarias de 2009, fue reelecto esta vez por el distrito n.º 14 de la región de Valparaíso (correspondiente a las comunas de Concón y Viña Del Mar), por el periodo 2010-2014. En esta ocasión fue ntegrante de las comisiones permanentes de Constitución, Legislación y Justicia; y de Seguridad Ciudadana y Drogas. También fue miembro de la Comisión Especial de Turismo; y formó parte del comité parlamentario de la UDI.
En ese periodo fue además elegido como presidente de la Cámara de Diputados, cargo que ejerció desde el 3 de abril de 2013 hasta el 11 de marzo de 2014. Su mesa directiva estuvo compuesta por Joaquín Godoy Ibáñez como primer vicepresidente y Pedro Velásquez Seguel como segundo vicepresidente. Sin embargo, el 29 de abril de 2013 fue censurada la mesa directiva. El 30 de abril de 2013 fue nuevamente electo como presidente de la Cámara de Diputados, mesa que quedó integrada por Joaquín Godoy Ibáñez como primer vicepresidente y Roberto Delmastro Naso como segundo vicepresidente.
Dentro de su labor como parlamentario destacaron las siguientes mociones que se convirtieron en ley: Ley N.º 20.602, que modifica la Ley N° 20.422 sobre igualdad de oportunidades e inclusión social de personas con discapacidad, en la forma que indica; y la Ley N.º 20.476, que modifica la Ley N° 19.302, General de Telecomunicaciones, estableciendo macrozonas telefónicas en el país.
Para las elecciones parlamentarias de noviembre de 2013 decidió no presentarse a la reelección por un tercer periodo.

### Actividades posteriores
El 25 de abril de 2018 fue designado por el presidente de la República, Sebastián Piñera, como director del consejo directivo del Banco del Estado de Chile.

## Historial electoral

### Elecciones parlamentarias de 2005
- Elecciones parlamentarias de 2005, candidato a diputado por el distrito 15 (Algarrobo, Cartagena, Casablanca, El Quisco, El Tabo, San Antonio y Santo Domingo).[4]

### Elecciones parlamentarias de 2009
- Elecciones parlamentarias de 2009, candidato a diputado por el distrito 14 (Viña del Mar y Concón)[5]

### Elecciones de consejeros constituyentes de 2023
- Elecciones de consejeros constitucionales de 2023, para la Circunscripción 6 (Región de Valparaíso)[6]